# 関ケ原町中央公民館
関ケ原町中央公民館（せきがはらちょうちゅうおうこうみんかん）は、岐阜県不破郡関ケ原町が管理・運営する公共施設（公民館）である。
単に中央公民館とも称する。

## 概要
- 社会教育法第24条の規定に基づき設置された公民館であり[1]、地域活動や文化活動の拠点である。1971年（昭和46年）開館。
- 本館と別館からなる。本館は1971年（昭和46年）竣工[2]、鉄筋コンクリート造3階建の建物であり、延床面積は1888.12m2[2]。別館は本館に隣接し、1980年（昭和50年）に「関ケ原町働く婦人の家」として竣工[2][3]。2016年（平成28年）より中央公民館別館となる[3]。鉄筋コンクリート造2階建の建物であり、延床面積は710.28m2[2]。

## 施設内容

### 本館
1階
- 談話室
- みやび

2階
- 第1会議室
- 第2会議室
- 視聴覚室
- ふれあい
- 創作室
- いぶき
- かたらい

3階
- 大会議室

### 別館
1階
- 調理室
- 図書室

2階
- 軽運動室
- 教養室
- 講習室

## 利用案内
- 住所：岐阜県不破郡関ケ原町関ケ原22674番地の1
- 利用時間：
  - 9：00 - 21：30（平日）[4]
  - 9：00 - 17：00（日曜日）[4]
- 休館日：水曜日、毎月第1・3日曜日、年末年始（12月29日 - 1月3日）[4]

## 交通アクセス
- JR東海道本線「関ケ原駅」下車、徒歩で約12分。
- 関ケ原町ふれあいバス「中央公民館」バス停より徒歩すぐ。

## 周辺施設
- 関ケ原町立関ケ原小学校
- 関ケ原町民体育館
- 不破消防組合西消防署
- 国保関ケ原診療所
- 名神高速道路関ヶ原IC